# Karvel Anderson
Karvel Markeese Anderson (Elkhart, 3 giugno 1991) è un cestista statunitense, professionista in Europa e Asia.

## Carriera
Il 26 agosto 2014 firma con l'Andrea Costa Imola in Serie A2.
Il 7 febbraio 2016 nella sfida contro i Roseto Sharks, segna 45 punti.